# Bホルダー

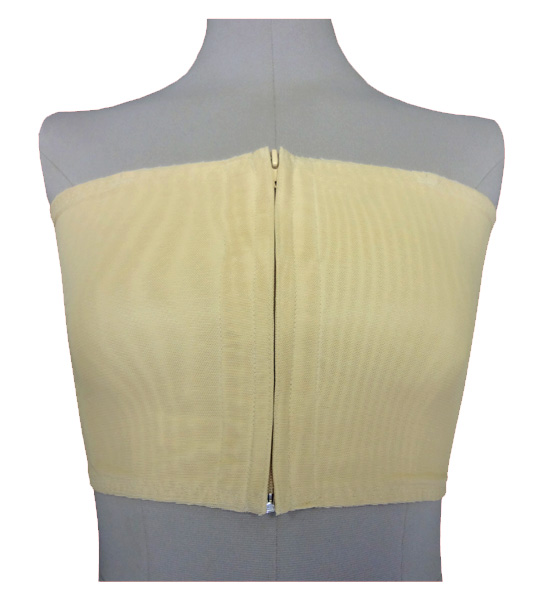
男装用胸つぶし Bホルダー

Bホルダー（ビーホルダー）とは、女性が男装するために用いる胸つぶしのことである。2006年12月に発売。現在4種類のBホルダーと付属のオプション商品が発売されている。

## 形式
胸つぶしは長時間の着用では後遺症など残る場合がある。そのため、Bホルダーは、取り外しやすいチューブトップタイプになっている。短時間で装着できる簡易的な胸つぶしであることが特徴である。

## 名称の由来
BホルダーのBはBustという意味のみならず、Boyz・Body・Be・Bindなど複数の意味があり、それらの頭文字をとってBホルダーとしている。

## その他
Bホルダー（特許4980037号）とSuperNaked（特許5973161号）は特許商品となっている。また「Bホルダー」は商標登録（日本第5321139号）されている。
漫画作品その着せ替え人形は恋をするにおいて、商標登録を付記した上でBホルダーを利用する場面が存在する。